# 阿部良之
阿部 良之（あべ よしゆき、1969年8月15日 - ）は、大阪府出身の自転車プロロードレース選手、血液型A型。愛称は「あべちゃん」。ベロチスタ-アベル所属。174 cm、65 kg。

## 経歴
大阪府立市岡高等学校時代はバスケットボール部に所属し、トレーニングの一環で自転車競技を始める。大阪のクラブチームシクルアミやT&Hスギノから実業団レースに参戦を始める。大阪工業大学卒業後にシマノからプロデビュー。
1997年には当時最強チームと謳われたマペイGBに移籍し、イタリアを拠点にポーランド一周ステージ優勝や、国内では全日本選手権とジャパンカップで優勝を決める（2020年現在、ジャパンカップ唯一の日本選手優勝者）。
2000年にはシドニー五輪に日本代表として出場したが途中棄権に終わった。2006年にはドーハアジア大会に団体ロードタイムトライアルのメンバーとして出場し銅メダルを獲得し、コンチネンタルプロチームのスキル・シマノでアジアを中心に転戦していた。
2009年12月31日をもってシマノレーシングを退団、マトリックスへ移籍。
2012年4月より　古巣タニムラの後継クラブ　アベルへ移籍。
J SPORTSのツール・ド・フランス中継ではゲストとして出演した。
2024年2月9日放送のテレビ番組『探偵!ナイトスクープ』にて、大阪府和泉市で「深夜の視聴率調査」を行う探偵・間寛平が訪れた一般家庭の一つとして、阿部の自宅と家族が登場。家に多数の競技用自転車があるのを見た間が「競輪選手?」と尋ねると、阿部は自転車競技でシドニーオリンピックに出場したことを明かした。

## 主な戦績
- 1995年 アジア選手権優勝
- 1997年 全日本選手権優勝
- 1997年 ジャパンカップ優勝
- 1999年 全日本選手権・個人タイムトライアル優勝
- 2000年 全日本選手権・ロード優勝
- 2000年 シドニー五輪出場（途中棄権）
- 2006年 ドーハアジア大会・団体ロードタイムトライアル銅メダル獲得